# Chaceon goreni
Chaceon goreni is een krabbensoort uit de familie van de Geryonidae. De wetenschappelijke naam van de soort is voor het eerst geldig gepubliceerd in 2001 door Galil & Manning.